# Arielle Martin
Arielle Martin (ur. 30 lipca 1985 w Cedar Hills) – amerykańska kolarka BMX, brązowa medalistka mistrzostw świata oraz srebrna medalistka igrzysk panamerykańskich.

## Kariera
Pierwszy sukces w karierze Arielle Martin osiągnęła w 2009 roku, kiedy zdobyła brązowy medal w konkurencji elite podczas mistrzostw świata w Adelaide. W zawodach tych wyprzedziły ją jedynie Sarah Walker z Nowej Zelandii oraz Francuzka Eva Ailloud. W tej samej konkurencji wywalczyła ponadto srebrny medal na igrzyskach panamerykańskich w Guadalajarze w 2011 roku, tym razem ulegając tylko Marianie Pajón z Kolumbii. Blisko kolejnego medalu była na mistrzostwach świata w Birmingham, ale ostatecznie zajęła czwartą pozycję. W walce o brązowy medal lepsza okazała się Czeszka Romana Labounková. Martin nie brała udziału w igrzyskach olimpijskich.